# ヴィルフランシュ＝ド＝コンフラン
ヴィルフランシュ・ド・コンフラン（Villefranche-de-Conflent）は、フランスのピレネー＝オリアンタル県内に位置するコミューンである。
登山列車トラン・ジョーヌの発着する村である。

## 位置情報

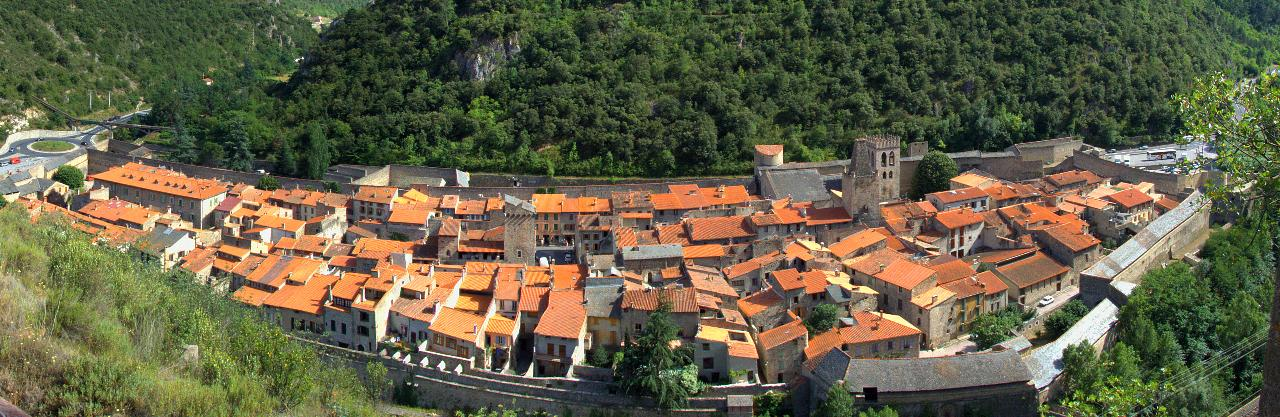
ヴィルフランシュ＝ド＝コンフランのパノラマ

北緯42度35分17秒 東経02度22分07秒 / 北緯42.58806度 東経2.36861度